# グリシン開裂系
グリシン開裂系（Glycine cleavage system）は、グリシンデカルボキシラーゼ複合体（GCS）として知られている。グリシン開裂系は、アミノ酸である高濃度のグリシンに応答して活動を開始する一連の酵素である。グリシン開裂系はT-タンパク質、P-タンパク質、L-タンパク質及びH-タンパク質の4種類のタンパク質で構成されている。これらのタンパク質は安定した複合体を形成しているわけではなく、むしろ複合体と呼ぶより複雑なシステムと呼ぶ方が適切である。
グリシン開裂系の酵素の欠損は、ヒトに高グリシン血症をもたらす。

## 構成
| 名前 (略称)                   | EC番号      | 機能 |
| ----------------------------- | ----------- | --- |
| T-タンパク質 (GCST またはAMT) | EC 2.1.2.10 | アミノメチルトランスフェラーゼ |
| P-タンパク質 (GLDC)           | EC 1.4.4.2  | グリシンデヒドロゲナーゼ (脱炭酸). |
| L-タンパク質 (GCSLまたはDLD)  | EC 1.8.1.4  | ジヒドロリポイルデヒドロゲナーゼ |
| H-タンパク質 (GCSH)           |             | H-タンパク質 (GCSH) は、リポ酸で修飾され、（P-タンパク質によって触媒される）還元メチルアミノ化、（T-タンパク質によって触媒される）メチルアミン移転、（L-タンパク質によって触媒される）電子伝達のサイクルで他のすべてのコンポーネントと相互作用している。 |

## 機能
グリシン開裂系はテトラヒドロ葉酸により以下の反応でグリシンを開裂する。
テトラヒドロ葉酸 + グリシン + NAD+ = 5,10-メチレンテトラヒドロ葉酸+ NH3 + CO2 + NADH + H+
グリシン開裂系とは別に、グリシンヒドロキシメチルトランスフェラーゼ（セリンヒドロキシメチルトランスフェラーゼ）（EC 2.1.2.1）の働きにより、可逆的にグリシンをL-セリンに相互に変換し、5,10-メチレンテトラヒドロ葉酸をテトラヒドロ葉酸に変換する反応が触媒される。
5,10-メチレンテトラヒドロ葉酸+ グリシン + H2O　= テトラヒドロ葉酸 + L-セリン 
グリシン開裂系とセリンヒドロキシメチルトランスフェラーゼによる２つの反応を複合すると以下の反応式が示めされる。また、その全容は図の通りである。
2 グリシン + NAD+ + H2O → セリン + CO2 + NH3 + NADH + H+
グリシン開裂系によって拡張されたこの反応は、C3植物の光呼吸に必要である。

光呼吸経路におけるグリシン開裂、赤色の分子がグリシン。1はテトラヒドロ葉酸、2は5,10-メチレンテトラヒドロ葉酸、PLPはピリドキサールリン酸、TはT-プロテイン、PはP-プロテイン、LはL-プロテイン、HはH-プロテイン

## 葉酸との関係

テトラヒドロ葉酸（THF）による代謝とビタミンB12によるTHFの再生産、:de:Folsäure=葉酸、DHF=ジヒドロ葉酸、THF=テトラヒドロ葉酸、Vit.B12=ビタミンB12、Methyl-Vit.B12=メチルコバラミン、Methionin=メチオニン、Methionin Syntase=5-メチルテトラヒドロ葉酸-ホモシステインメチルトランスフェラーゼ、Homocystein=ホモシステイン、N5-Methyl-THF=5-メチルテトラヒドロ葉酸、N5,N10-Methylene-THF=5,10-メチレンテトラヒドロ葉酸、N10-Formyl-THF=10-ホルミルテトラヒドロ葉酸、dUMP=デオキシウリジン一リン酸、NADPH、DNA

グリシン開裂系は神経幹細胞に存在することが明らかになっている。グリシン開裂系はDNA合成に必須である5,10-メチレンテトラヒドロ葉酸を供給している。グリシン開裂系酵素の欠損による非ケトーシス型高グリシン血症において、小頭症などの脳形成異常を高率に合併する機序として、5,10-メチレンテトラヒドロ葉酸の産生低下により神経幹細胞の増殖が障害される可能性が示唆されている。葉酸の触媒過程の全容において、平衡がテトラヒドロ葉酸側に偏っており、テトラヒドロ葉酸から5,10-メチレンテトラヒドロ葉酸を供給するグリシン開裂系は葉酸系の代謝過程で重要な役割を果たしている。